# Senoculus guianensis
Senoculus guianensis is een spinnensoort uit de familie Senoculidae. De soort komt voor in Guyana.